# خطبة لاذعة

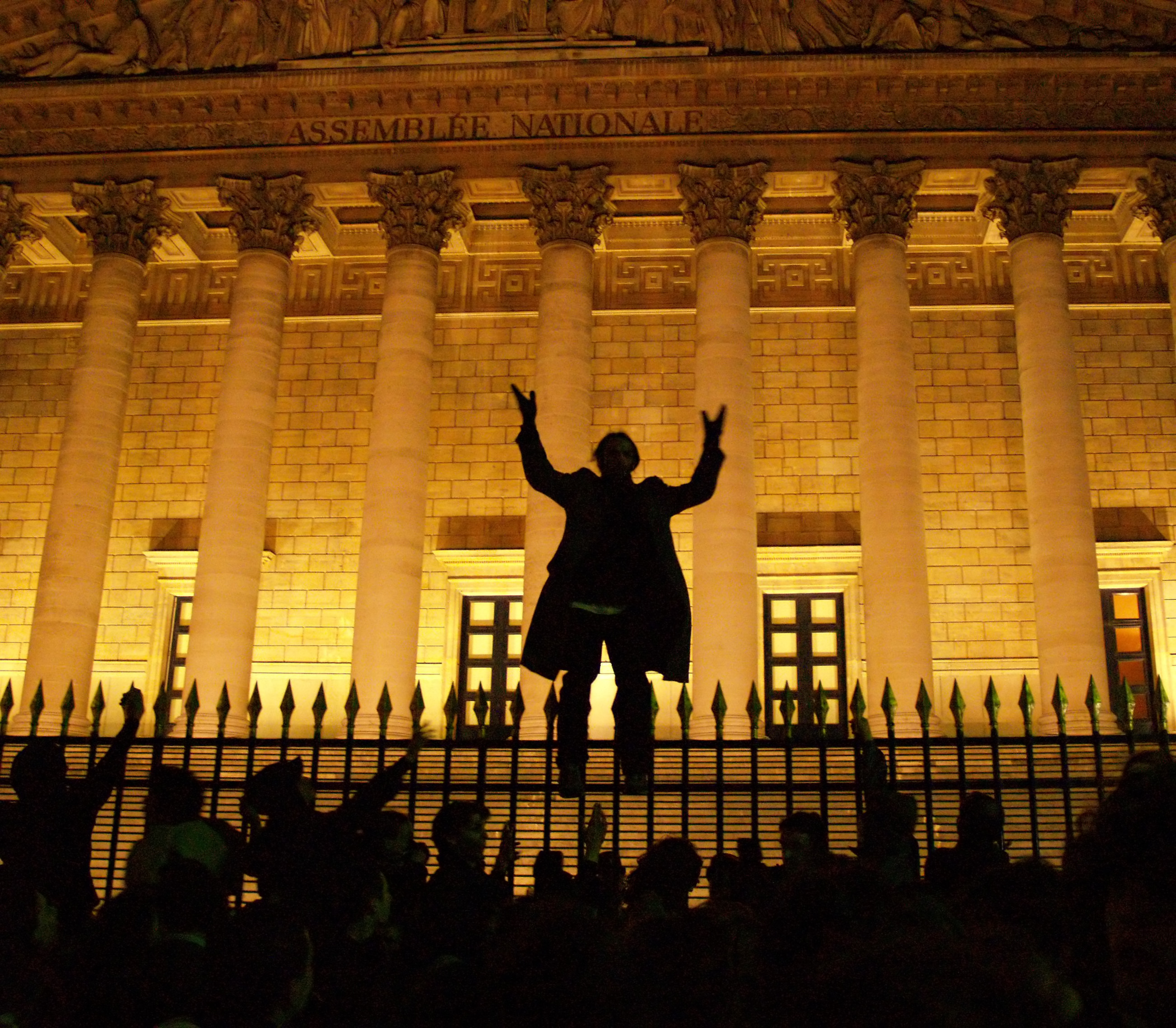
متظاهر في الشارع يلقي خطبة لاذعة أمام الجمعية الوطنية في باريس عام 2006

الخُطْبَة اللاذعة هي خطبة طويلة، ويغلب أن تكون مكتوبة، يُنتقد فيها شخص أو شيء، وغالبًا ما تستخدم الفكاهة والتهكم واستمالة العاطفة. ومثلها خطبة الحجاج بن يوسف الثقفي لأهل العراق.